# Qatar Petroleum
A Qatar Petroleum é uma empresa petrolífera estatal do Catar, a empresa foi fundada em 1974 e atua na exploração de petróleo e gás, incluindo exploração, produção, refinamento, transporte e armazenamento, as operações estão diretamente ligadas ao planejamento estado do Qatar chegando a contribuir em até 60% do PIB do Catar.

## Ligações eternas
- Sítio oficial